# If (MONKEY MAJIKの曲)
「If」は、日本のポップ・ロックバンド、MONKEY MAJIKの18thシングル。

## 概要
2013年第一段シングル。表題曲は「卒業 / 別れ」をテーマとしており、Jリーグ20周年記念特別ショートフィルム「旅するボール」主題歌に起用された。
カップリングの「The Apprentice」は、NHK番組「J-MELO」内の企画「J-MELO New Song Project」にてメンバーが世界各国の視聴者から寄せられたメッセージを元に制作した楽曲で、同番組のテーマソングに起用された。

## 収録曲
（全作詞・作曲：Maynard・Blaise）
1. If
  - 作詞：tax
  - Jリーグ20周年記念特別ショートフィルム「旅するボール」主題歌
  - ミュージックビデオにはメンバーと中田絢千、未来穂香が出演。
2. The Apprentice
  - NHK「J-MELO」テーマソング(2013年1月～3月)